# Sučany
Sučany (in ungherese Szucsány) è un comune della Slovacchia facente parte del distretto di Martin, nella regione di Žilina.
Ha dato i natali al politico Milan Hodža (1878-1944).